# 클라우스 오페
클라우스 오페(독일어:  Claus Offe , 1940년 3월 16일~)는 독일의 정치학자이다. 그는 프랑크푸르트 학파의 2세대에 해당한다.

## 생애
그는 쾰른대학(Universität Köln)과 베를린자유대학(Freien Universität Berlin)에서 사회학, 경제학, 철학을 공부했으며 1965년 자유대학에서 사회학 석사학위를 받았다.
1965년에서 1969년까지 프랑크푸르트대학 사회연구소에서 하버마스( 독일어:  Jürgen Habermas )의 조교를 지냈으며, 1968년과 1973년에 콘스탄츠대학(Universität Konstanz) 정치학과에서 각각 박사학위와 교수 자격(Habilitation)을 받았다.
오페는 1975년에서 1988년까지 빌레펠트대학( Universität Bielefeld)에서 정치학과 사회학 교수를 지냈고, 1988년에서 1995년까지는 브레멘대학( Universität Bremen)의 정치학, 사회학 교수를 지냈다. 브레멘에서 그는 사회정책센터 “복지국가의 이론과 헌법”분과의 책임자를 역임했다. 1995년부터는 훔볼트대학( Humboldt-Universität)에서 정치학 교수를 지냈으며, 2005년 정년 퇴직 후 헤어티 거버넌스 학교(Hertie School of Governance)의 교수로 있다.

## 저서
- Strukturprobleme des kapitalistischen Staates. Aufsätze zur politischen Soziologie. Frankfurt, 1973
- Arbeitsgesellschaft. Strukturprobleme und Zukunftsperspektiven. Frankfurt, 1984
- Erkundungen der politischen Transformation im Neuen Osten. Frankfurt, 1994
- ( Susanne Angerhausen, Holger Backhaus-Maul, Thomas Olk, Martina Schiebel와 공저), Überholen ohne Einzuholen. Freie Wohlfahrtspflege in Ostdeutschland. Opladen, 1998
- ( Martin Hartmann와 공편)“ Vertrauen :Die Grundlage des sozialen Zusammenhalts“. Frankfurt,2001
- Herausforderungen der Demokratie. Zur Integrations- und Leistungsfähigkeit politischer Institutionen. Frankfurt/ M., 2004
- Selbstbetrachtung aus der Ferne. Tocqueville, Weber und Adorno in den Vereinigten Staaten. Frankfurt/ M., 2004
- ”국가이론과 위기분석 “ 한상진 편 서규환, 박영도 공역. 전예원. 1988
- ”신뢰하지 않는다면”, 세계화이후의 민주주의. 귄터 그라스외, 이승협 역. 평사리.2005